# Flaga województwa łódzkiego
Flaga województwa łódzkiego – symbol województwa łódzkiego. Flaga została przyjęta 25 czerwca 2002 roku przez sejmik województwa łódzkiego uchwałą nr XLIV/514/2002.
Flaga jest płatem o proporcjach 5:8, na którym pięć pasów pionowych na przemian czerwonych i złotych. Pasy skrajne i środkowy są czerwone. Województwo posiada również flagę urzędową, na której umieszczone jest również godło województwa łódzkiego. Autorem projektu flagi jest dr Marek Adamczewski.